# Логаеди
Логае́ди (грец. λογᾰοιδικός logaoidikos, від logos — слово та aoide — спів) — у квантативній версифікації — вірші мішаних розмірів, утворені сполученням чотиридольних стоп (дактиль, анапест) із тридольними (ямб, хорей), поширені в античній поезії, зокрема в ліриці та трагедії.
На їхній основі витворювалися нові віршовані структури: адонічний, ферекратеїв, просодичний, гліконівський, алкеїв 10-складний, а також строфи асклепіадівські, сапфічні та інші.
Вживаються і в тонічних віршах, в яких наголоси розподіляються всередині віршового рядка з нерівномірними складовими проміжками. Окремі випадки логаеди спостерігаються і в українській поезії, зокрема у вірші М. Рильського «Літо останній справляє бенкет».
В українській метриці до логаедів відносяться такі види тонічного вірша, в яких кількість ненаголошених між наголошеними складами від одного до двох, що складає то ямбічні, то дактилічні групи.
Наприклад, у поемі Лесі Українки «Бояриня» натрапляємо на змішування ямбічних, хореїчних, дактилічних стоп і амфімакра, дактиля та інших. Уже на початку твору маємо приклади поєднання різностопних рядків:
```
МАТИ
. Оксано, де ти?
( - / ( - / (

ОКСАНА
. Ось я йду, матусю.
- ( / - ( / - (
```

Перший рядок — мова матері — рядок двостопного ямба. Другий рядок — мова Оксани — рядок тристопного хорея. В поєднанні цих різностопних рядків утворилася ритмічна єдність п'ятистопного ямба.
Проте по суті тут явище зовсім іншого порядку, оскільки в античній метриці зміна стоп різної довжини викликала і зміну тактів, що визначало ритмічну своєрідність логаедів. В українському віріші це явище відсутнє, тому термін застосовується на основі зовнішньої аналогії.

## Джерело
- Літературознавчий словник-довідник за редакцією Р. Т. Гром'яка, Ю. І. Коваліва, В. І. Теремка. — К.: ВЦ «Академія», 2007